# Pseudocophora
Pseudocophora là một chi bọ cánh cứng trong họ Chrysomelidae.
Chi này được miêu tả khoa học năm 1884 bởi Jacoby.

## Các loài
Các loài trong chi này gồm:
- Pseudocophora ambusta (Erichson, 1834)
- Pseudocophora apicalis (Laboissiere, 1932)
- Pseudocophora bicolor Jacoby, 1887
- Pseudocophora birmanica Jacoby, 1889
- Pseudocophora brunnea (Baly, 1886)
- Pseudocophora buqueti (Guerin, 1830)
- Pseudocophora carinata Yang, 1991
- Pseudocophora cochleata Yang, 1991
- Pseudocophora distincta Baly, 1888
- Pseudocophora emarginata Samoderzhenkov, 1992
- Pseudocophora erichsoni (Baly, 1888)
- Pseudocophora femoralis (Laboissiere, 1940)
- Pseudocophora flaveola (Baly, 1888)
- Pseudocophora flavipes (Weise, 1913)
- Pseudocophora inornata (Jacoby, 1893)
- Pseudocophora javanensis (Duvivier, 1891)
- Pseudocophora madoni Laboissiere, 1940
- Pseudocophora monticola Weise, 1913
- Pseudocophora nicobarica Jacoby, 1898
- Pseudocophora nitens (Allard, 1888)
- Pseudocophora pectoralis Baly, 1888
- Pseudocophora perplexa Baly, 1888
- Pseudocophora philippinensis Laboissiere, 1940
- Pseudocophora praeusta (Allard, 1888)
- Pseudocophora sumatrana (Jacoby, 1896)
- Pseudocophora uniplagiata (Jacoby, 1884)
- Pseudocophora ventralis Weise, 1913
- Pseudocophora wallacei (Baly, 1888)